# Strzebin (gromada)
Strzebin (od połowy lat 1960. Strzebiń) – dawna gromada, czyli najmniejsza jednostka podziału terytorialnego Polskiej Rzeczypospolitej Ludowej w latach 1954–1972.
Gromady, z gromadzkimi radami narodowymi (GRN) jako organami władzy najniższego stopnia na wsi, funkcjonowały od reformy reorganizującej administrację wiejską przeprowadzonej jesienią 1954 do momentu ich zniesienia z dniem 1 stycznia 1973, tym samym wypierając organizację gminną w latach 1954–1972.
Gromadę Strzebin z siedzibą GRN w Strzebinie (w obecnym brzmieniu Strzebiń) utworzono – jako jedną z 8759 gromad na obszarze Polski – w powiecie lublinieckim w woj. stalinogrodzkim, na mocy uchwały nr 20/54 WRN w Stalinogrodzie z dnia 5 października 1954. W skład jednostki weszły obszary dotychczasowych gromad Strzebin ze zniesionej gminy Koszęcin, a także kolonia Bukowiec z dotychczasowej gromady Piasek oraz niektóre parcele (z kart 2, 3, 6 i 8 obrębu Lubsza) z dotychczasowej gromady Psary ze zniesionej gminy Lubsza, w tymże powiecie. Dla gromady ustalono 21 członków gromadzkiej rady narodowej.
20 grudnia 1956 województwo stalinogrodzkie przemianowano (z powrotem) na katowickie.
Gromada przetrwała do końca 1972 roku, czyli do kolejnej reformy gminnej.